# Nicolas de Pellevé
Nicolas de Pellevé (ur. 18 października 1515 w Jouy-sous-Thelle, zm. 28 marca 1594 w Paryżu) – francuski kardynał.

## Życiorys
Urodził się 18 października 1515 roku w Jouy-sous-Thelle, jako syn Charles’a Malherbe i Hélène du Fay. Studiował prawo na Université de Bourges, gdzie następnie został wykładowcą. Został doradcą parlamentu paryskiego, a także członkiem osobistej grupy doradczej Henryka II Walezjusza. 24 sierpnia 1552 roku został wybrany biskupem Amiens. W 1559 roku, wraz z kilkoma naukowcami z Sorbony udał się do Szkocji, by przekonywać do konwersji prezbiterianów. W tym samym czasie Elżbieta I Tudor wysłała wsparcie dla Szkocji, co doprowadziło do konfliktu. Rok później udało się doprowadzić do podpisania Traktatu Edynburskiego. W 1562 roku Pellevé zrezygnował z zarządzania diecezją Amiens, jednakże pozostał jej biskupem do 1564 roku. 16 grudnia 1562 roku został mianowany arcybiskupem Sens. 17 maja 1570 roku został kreowany kardynałem prezbiterem i otrzymał kościół tytularny Ss. Ioannis et Pauli. W 1583 roku został prefektem Kongregacji ds. Biskupów i Zakonników. Zaangażował się w działalność Ligi Katolickiej i był jednym z 25 kardynałów, sygnujących bullę Sykstusa V, ekskomunikującą Henryk z Nawarry. Wobec tego król skonfiskował wszystkie włości kardynała, który musiał zwrócić się do Ligi i do papieża o pomoc finansową. 10 maja 1591 roku został arcybiskupem Reims, pozostając arcybiskupem Sens. Wiosną 1594 roku, przebywając w Paryżu poważnie zachorował. Gdy do miasta przybył Henryk IV, stan kardynała znacznie się pogorszył i Pellevé zmarł 28 marca.